# 非線形科学
非線形科学（ひせんけいかがく、英: Nonlinear Science）とは、非線形的な現象についての科学である。
旧来の、もっぱら線形代数だけで説明できる現象を対象とする科学を「線形科学」と呼ぶことができるが、そのような「線形科学」と区別して、「非線形科学」と呼ばれる。非線形な現象を記述する非線形方程式は解析的には解けない場合が殆どであり、数値解析が必要になるため、20世紀のコンピュータの進歩と共に発展して来た、比較的新しい科学分野である。